# Aeroportul Port Alfred
Aeroportul Port Alfred (IATA: AFD, ICAO: FAPA) este un aeroport din Provincia Eastern Cape, Africa de Sud ce deservește zona Port Alfred. A fost numit după zona deservită.
Situat la o altitudine de 91 m, aeroportul dispune de o singură pistă.